# 劳斯莱斯古思特
劳斯莱斯古思特（英語：Rolls-Royce Ghost）是由劳斯莱斯汽车制造的大型豪华轿车。2009年4月，在上海车展上古思特（Ghost音译）得以公布，以此名纪念1906年首产的劳斯莱斯银魅。量产车型在2009年法兰克福车展上正式亮相。